# Tyler Miller
Tyler Austin Miller (Woodbury, Nueva Jersey, 12 de marzo de 1993) es un futbolista estadounidense que juega como guardameta en el Bolton Wanderers F. C. de la League One de Inglaterra.

## Selección nacional

### Categorías inferiores
Fue llamado para representar en la selección sub-23 para disputar el Preolímpico de Concacaf de 2015.

### Selección absoluta
El 20 de mayo de 2019 fue llamado por primera vez a la selección absoluta en una convocatoria preliminar para disputar la Copa de Oro de la Concacaf 2019.

## Clubes
| Club                   | País           | Año       | Partidos | Goles |
| ---------------------- | -------------- | --------- | -------- | ----- |
| SVN Zweibrücken        | Alemania       | 2015      |          |       |
| Seattle Sounders       | Estados Unidos | 2015-2017 | 4        | 0     |
| Los Angeles FC         | Estados Unidos | 2018-2020 | 31       | 0     |
| Minnesota United       | Estados Unidos | 2020-2022 | 40       | 0     |
| D.C. United            | Estados Unidos | 2023-2024 | 25       | 0     |
| Notts County F. C.     | Inglaterra     | 2025      |          |       |
| Bolton Wanderers F. C. | Inglaterra     | 2025-     |          |       |